# Pascal Vincent
Pascal Vincent, född 22 september 1971, är en kanadensisk ishockeytränare och före detta professionell ishockeyforward som senast var tränare för Columbus Blue Jackets i National Hockey League (NHL).

## Spelare
Pascal Vincent spelade för Knoxville Cherokees i East Coast Hockey League (ECHL) och Castors de Saint-Jean, Lynx de Saint-Jean, Titan de Laval och Collège-Français de Verdun i Ligue de hockey junior majeur du Québec (LHJMQ)
Vincent blev aldrig NHL-draftad.

### Statistik

#### Lag
| 1987–1988    | Régents de Laval-Laurentides-Lanaudière | LDHMAAAQ     | 42  | 8  | 17 | 25 | 32  | 6  | 0 | 3 | 3 | 6  |
| 1988–1989    | Castors de Saint-Jean                   | LHJMQ        | 48  | 0  | 0  | 0  | 0   | —  | — | — | — | —  |
| 1989–1990    | Lynx de Saint-Jean                      | LHJMQ        | 70  | 4  | 7  | 11 | 45  | —  | — | — | — | —  |
| 1990–1991    | Titan de Laval                          | LHJMQ        | 64  | 4  | 8  | 12 | 12  | 13 | 1 | 0 | 1 | 8  |
| 1991–1992    | Titan de Laval                          | LHJMQ        | 53  | 3  | 21 | 24 | 40  | —  | — | — | — | —  |
|              | Collège-Français de Verdun              | LHJMQ        | 17  | 4  | 7  | 11 | 6   | 19 | 1 | 6 | 7 | 14 |
| 1991–1992    | Knoxville Cherokees                     | ECHL         | 57  | 4  | 7  | 11 | 33  | —  | — | — | — | —  |
| 1999–2000    | Royaux de Sorel                         | LSMQ         | 7   | 0  | 2  | 2  | 0   | 1  | 0 | 0 | 0 | 0  |
| LHJMQ totalt | LHJMQ totalt                            | LHJMQ totalt | 252 | 15 | 43 | 58 | 103 | 32 | 2 | 6 | 8 | 22 |

## Tränare
Fram till 2011 har Vincent bland annat varit tränare för Cape Breton Screaming Eagles och Club de hockey junior de Montréal (LHJMQ). Det året fick han chansen att få arbeta i NHL och blev utsedd till assisterande tränare för Winnipeg Jets. År 2016 utnämnde Jets Vincent till ny tränare för sitt farmarlag Manitoba Moose i American Hockey League (AHL). Fem år senare återvände Vincent till NHL när han fick en anställning hos Columbus Blue Jackets som assisterande tränare. Den 17 september 2023 blev det offentligt att Blue Jackets tränare Mike Babcock hade avgått från sin tränarposition och ishockeyorganisationen hade då befordrat Vincent till att ersätta honom.

### Statistik
Källa: 
| Lag                   | Säsong    | Grundserie | Grundserie | Grundserie | Grundserie         | Grundserie | Grundserie         | Slutspel          |  |
| Lag                   | Säsong    | Matcher    | Vinster    | Förluster  | Övertids förluster | Poäng      | Placering          | Resultat          |  |
| --------------------- | --------- | ---------- | ---------- | ---------- | ------------------ | ---------- | ------------------ | ----------------- |  |
| Columbus Blue Jackets | 2023–2024 | 82         | 27         | 43         | 12                 | 66         | 8:a i Metropolitan | Missade slutspel. |  |
| Totalt                | Totalt    | 82         | 27         | 43         | 12                 | 66         |                    |                   |  |